# Église San Macuto de Rome
L'église San Macuto est une église située piazza di San Macuto dans le rione Colonna à Rome en Italie. Située à côté du Collège jésuite de San Roberto Bellarmino dans le palais Gabrielli-Borromée, c'est la seule église en Italie dédiée au saint breton Malo.

## Histoire
Mentionnée pour la première fois en 1192, l'église de San Macuto a connu plusieurs propriétaires selon les époques. Dans la seconde moitié du XIIIe siècle, elle dépendait de San Marcello al Corso, puis plus tard, elle a appartenu aux Dominicains de la paroisse voisine de Santa Maria sopra Minerva (confirmé par Nicolas III, en 1279). En l'an 1422, elle a été décrite comme une église paroissiale. Le pape Léon X a joint la paroisse avec celle de la Basilique Saint-Pierre en 1516, et a donné l'église à la Fraternité de Bergame en 1539.
Les moines de Bergame ont alors dédié l'église à Alexandre de Bergame et lui ont donné une nouvelle façade autour de 1560. La façade était un projet de l'architecte Giovanni Alberto Galvani et a été partiellement reconstruite en 1577-1585 sur un projet de Francesco da Volterra.
À la suite d'une décision prise par le pape Benoît XIII, les moines de Bergame ont légué leur église aux Jésuites du palais voisin en 1725-1726. Les Bergamasques se sont alors installés dans l'église de Santa Maria della Pietà, dont ils ont changé le nom en Santi Bartolomeo ed Alessandro dei Bergamaschi (sur la Piazza Colonna). Les Jésuites ont dédié l'église à Saint Malo.

## Architecture
La nef de l'église présente une façade construite au XVe siècle, initialement conçue par Galvani. La porte d'entrée a été élaborée par Francesco da Volterra autour de 1575. L'intérieur a subi des modifications en 1819 par l'architecte Benedetto Piernicoli, qui a remplacé le plafond en bois d'origine.

## Décoration intérieure
A gauche de l'autel on trouve une peinture de Michel-Ange Cerruti, représentant Le Sacré-Cœur adoré par les Saints Jean-Népomucène et Louis de Gonzague (1730). Cerruti a été commandité par les Jésuites pour compléter les tableaux pour tous les autels. Ceux-ci incluaient la Vierge apparaît à San Macuto pour le maître-autel, et une Gloire de Saint Joseph pour la droite de l'autel. Les peintures de San Macuto représentent l'église de San Macuto et la ville de Saint-Malo. Auparavant, l'église avait des peintures de Girolamo Muziano, Giuseppe Peruzzini, et Durante Alberti.